# Tango Bar (film, 1935)
Pour les articles homonymes, voir Tango Bar.
Pour plus de détails, voir Fiche technique et Distribution.
Tango Bar est un film musical américano-argentin réalisé par John Reinhardt et sorti en 1935.

## Synopsis
L'intrigue est une romance policière qui tourne autour d'un joueur de courses de chevaux (Carlos Gardel) qui ouvre un bar à tango à Barcelone et d'une voleuse de bijoux (Rosita Moreno), qui fait l'objet d'un chantage.

## Fiche technique
- Titre original et français : Tango Bar[1]
- Réalisation : John Reinhardt
- Scénario : Alfredo Le Pera
- Photographie : William Miller
- Musique : Alberto Castellanos, Carlos Gardel
- Production : Samuel Piza Chamorro
- Sociétés de production : Éxito Productions
- Pays de production :  Argentine -  États-Unis
- Langue originale : espagnol
- Format : Noir et blanc
- Genre : film musical
- Durée : 62 minutes
- Dates de sortie : 
  - Argentine : 5 juillet 1935 (Buenos Aires)
  - États-Unis : 5 juillet 1935 (New York)
  - France : 17 janvier 1941 (Marseille)

## Distribution
- Carlos Gardel : Ricardo Fuentes
- Rosita Moreno (es) : Laura Montalván
- Enrique de Rosas : Comandante Zerrillo
- Tito Lusiardo : Juan Carlos Puccini
- José Luis Tortosa : Capitán
- Colette d'Arville : Chichita
- Manuel Peluffo : Manuel González
- Suzanne Dulier : La criada de Laura
- William Gordon : M. Cohen
- Carmen Rodríguez : Mme Cohen
- José Nieto : Inspecteur
- Juan D'Vega : Ramos
- Jean Brooks
- Ted Stanhope : Gustav